# محمود تفضلی
محمود تفضلی (زاده ۱۲۹۷ مشهد – درگذشته ۴ مهر ۱۳۶۳ جاده مشهد) نویسنده و مترجم ایرانی بود.

## زندگی
محمود تفضلی، فرزند مصدق‌السلطان، در سال ۱۲۹۷ در مشهد و در خانواده‌ای مؤمن به دنیا آمد.
وی تحصیلات ابتدایی و متوسطهٔ خود را در مشهد و دورهٔ دانشسرای عالی را در تهران در رشتهٔ باستان‌شناسی دنبال کرد. او پیوسته از شاگردان ممتاز بود و در امتحانات نهایی دورهٔ لیسانس با احراز رتبهٔ اول موفق به دریافت مدال درجهٔ یک علمی گردید و با سمت دبیری دبیرستان‌ها مشغول خدمت شد و سال‌ها در دبیرستان البرز و سایر دبیرستان‌ها به تدریس پرداخت. وی همچنین مدتی در موزه ایران باستان کار می‌کرد.
محمود تفضلی با نام مستعار «گرسنه» نیز مطالب خود را امضا می‌کرده‌است. خدمت مطبوعاتی را از سال ۱۳۲۱ آغاز کرده و مدت‌ها با روزنامه‌های «نبرد» و «ایران ما» همکاری داشته و زمانی نیز صاحب امتیاز روزنامه «تلاش» بود. وی همچنین مدتی به مدیریت «نامهٔ موسیقی» برگمارده شد و هفت شماره از آن مجله را منتشر ساخت.
وی سال‌ها در کشورهای هند و نپال و ترکیه و یونان و یوگسلاوی به کار فرهنگی مشغول بود. وی به انتخاب وزارت فرهنگ و هنر به رایزنی فرهنگی به ترکیه و هند رفت و چندین سال در این کشورها اقامت داشت. به‌ویژه به علت تعلق خاطری که به فرهنگ هند داشت، در راه شناسایی ادب این کشور تلاش بسیار کرد.
وی در پایان عمر به مشهد بازگشت و به مسئولیت «مشاور فرهنگی آستان قدس رضوی» رسید.
چند روز پس از پذیرفتن این مسئولیت در جادهٔ مشهد بر اثر تصادف درگذشت.

## آثار
- فقیرها و چند داستان دیگر،‌نوشته ژیگموند موریتس، ترجمه محمود تفضلی،‌ انتشارات امیرکبیر، ۱۳۳۱
- زندگانی بتهوون (اثر رومن رولان، ترجمه از فرانسه، ۱۳۲۸)؛
- زندگی یوهان سباستیان باخ (نشریهٔ شمارهٔ شش ادارهٔ موسیقی کشور، ۱۳۲۹)؛
- نامه‌های تیرباران شده‌ها (۱۳۳۰)؛
- شاندور پتوفی شاعر انقلاب مجار (ترجمه با مشارکت انکلا بارانی، ۱۳۳۱)؛
- دوستی، دوستی (یادداشت‌های یک شرکت‌کننده در جشنوارهٔ برلین، ۱۳۳۱)؛
- هفت شاهی (شامل داستان‌های: «یک فاجعه»، «آخور چوبی»، «یک بار سیر شدن»، «تحصیل مجانی در دبیرستان»، «بیچاره‌ها» اثر زیگوند مورتیس، ۱۳۳۱)؛
- سفری به مسکو (چاپ دوم، ۱۳۳۲)؛
- زندگانی من (اثر جواهر لعل نهرو، با مقدمه دکتر تارا چند، ۱۳۳۵)؛
- مجموعهٔ اشعار در توحید و حقانیت دین مبین اسلام (۱۳۳۵)؛
- شوپن یا شاعر (از گی دوپورتاس، ۱۳۳۶)؛
- هند ۱۹۵۹ م. (۱۳۳۷، نشریه اطلاعات سفارت هند).
- مجموعه دربارهٔ مهاتما گاندی پدر ملت هند (۱۳۳۷)؛
- نگاهی به تاریخ جهان (سه جلد، ترجمه از انگلیسی، تألیف جواهر لعل نهرو، ترجمه از انگلیسی، ۱۳۳۸، نشریهٔ سفارت هند)؛
- گفت و شنود با آقای نهرو (۱۳۳۸)؛
- اندیشه‌های نهرو (ترجمه از انگلیسی، ۱۳۴۰)؛
- نامه‌های پدری به دخترش (اثر جواهر لعل نهرو، ترجمه از انگلیسی، ۱۳۴۱)؛
- اتوبیوگرافی فرانکلین (اثر بنجامین فرانکلین، ۱۳۴۲)،
- همهٔ مردم برادرند (ترجمه از انگلیسی، تألیف مهاتما گاندی، ۱۳۴۸)؛
- کشف هند (دو جلد، ترجمه از انگلیسی، تألیف جواهر لعل نهرو، ۱۳۵۱)؛
- ایتر پرسیکوم، گزارش سفارتی به دربار شاه عباس اول (از ژرژ تکتاندر فن دریابل، ۱۳۵۱)؛
- مرآت الممالک، سفرنامه‌ای به خلیج فارس… (از سید علی کاتبی، با همکاری علی گنجدلی، ۱۳۵۵)؛
- کودتا، نفت، مصدق (ترجمه و گردآوری، ۱۳۵۹)؛
- حقیقت من (ترجمه از انگلیسی، تألیف ایندرا گاندی، ۱۳۶۲)؛
- سازمان سیا (نویسنده…)ترجمه :محمود تفضلی

## پی‌نوشت
1. ↑  محمود تفضلی مترجم و نویسنده نامدار درگذشت، کیهان فرهنگی، شماره ۷، مهر ۱۳۶۳[پیوند مرده]